# Máximo Del Campo Yávar
Máximo Del Campo Yávar (Santiago, 1849 - aldaar, 13 augustus 1935), was een Chileens politicus.
Hij studeerde rechten aan de Universiteit van Chili en vestigde zich in 1871 als advocaat in de hoofdstad. Hij was directeur van de nationale verzekeringsmaatschappij en later van de salpetermaatschappij te Antofagasta. Hij vertegenwoordigde de Partido Conservador (Conservatieve Partij) in Kamer van Afgevaardigden (1888-1897; 1900-1903). Hij was minister van Justitie (1892-1893) en minister van Buitenlandse Zaken, Eredienst en Kolonisatie (1903).
Hij overleed op 13 augustus 1935 in Santiago.